# Wanderley Paiva
Wanderley, właśc. Wanderley Paiva Monteiro (spotykany także zapis Vanderlei; ur. 7 kwietnia 1946 w Três Corações, zm. 27 listopada 2023 w Campinas) – brazylijski piłkarz, występujący podczas kariery na pozycji defensywnego pomocnika.

## Kariera klubowa
Wanderley karierę piłkarską rozpoczął w klubie Clube Atlético Mineiro, gdzie grał w latach 1966–1975. W Atlético Mineiro grał wówczas w I lidze zadebiutował 8 sierpnia 1971 w zremisowanym 1-1 spotkaniu derbowym z Américą Belo Horizonte. Z Atlético Mineiro zdobył mistrzostwo stanu Minas Gerais – Campeonato Mineiro w 1970 oraz mistrzostwo Brazylii 1971. Ostatni raz w barwach Atlético Mineiro wystąpił 9 listopada 1975 w zremisowanym 1-1 meczu z São Paulo FC. Ogółem w barwach klubu z Belo Horizonte wystąpił w 559 meczach, w których strzelił 32 bramki.
W latach 1975–1976 występował w Américe z São José do Rio Preto. W 1976 roku przeszedł do Ponte Preta, w którym grał do 1980 roku. W Ponte Preta zadebiutował 13 października 1976 w wygranym 5-0 meczu z Nacionalem z Manaus. Przez dwa lata wystąpił w barwach Ponte Preta w 52 meczach i strzelił 2 bramki. W Ponte Preta 23 lipca 1978 w wygranym 3-0 meczu z Dom Bosco Cuiaba Wanderley po raz ostatni wystąpił w I lidze brazylijskiej. Ogółem w latach 1971–1978 wystąpił w niej w 177 meczach, w których strzelił 7 bramek.
W kolejnych latach grał jeszcze w Londrinie, SE Palmeiras i Comercialu, w którym zakończył karierę w 1981 roku.

## Kariera reprezentacyjna
Wanderley ma za sobą powołania do reprezentacji Brazylii w której zadebiutował 19 grudnia 1968 w wygranym 3-2 towarzyskim meczu z reprezentacją Jugosławii. Na następnym mecz musiał czekać siedem lat. W 1975 roku wystąpił w Copa América 1975. Na turnieju wystąpił we wszystkich sześciu meczach Brazylii z: Wenezuelą, Argentyną, Wenezuelą, Argentyną i dwa razy z Peru. Ogółem w reprezentacji wystąpił 7 razy.